# William Henry Brockenbrough
William Henry Brockenbrough (* 23. Februar 1812 in Virginia; † 28. Januar 1850 in Tallahassee, Florida) war ein US-amerikanischer Politiker. Zwischen 1846 und 1847 vertrat er den Bundesstaat Florida im US-Repräsentantenhaus.

## Werdegang
Der genaue Geburtsort von William Brockenbrough ist unbekannt. Nach einem Jurastudium und seiner Zulassung als Rechtsanwalt begann er in Tallahassee im Florida-Territorium in seinem neuen Beruf zu arbeiten. Er war Mitglied der Demokratischen Partei. Im Jahr 1837 wurde er Abgeordneter im territorialen Repräsentantenhaus; zwischen 1840 und 1844 gehörte er dem Senat des Territoriums an, dessen Präsident er im Jahr 1842 war. Von 1841 bis 1843 war er Bundesstaatsanwalt für das Florida-Territorium.
Nach der Gründung des Bundesstaates Florida kandidierte Brockenbrough bei den ersten Kongresswahlen, aber unterlag Edward Carrington Cabell von der Whig Party. Brockenbrough legte gegen den Ausgang der Wahl Widerspruch ein. Nachdem diesem stattgegeben worden war, konnte er am 24. Januar 1846 sein Mandat im Kongress antreten. Bis zum 3. März 1847 beendete er dort die laufende Legislaturperiode, die von den Ereignissen des Mexikanisch-Amerikanischen Krieges bestimmt wurde.
Nach seinem Ausscheiden aus dem US-Repräsentantenhaus ist William Brockenbrough politisch nicht mehr in Erscheinung getreten. Er starb am 28. Januar 1850 in Tallahassee.